# Norbert Wojtuszek
Norbert Wojtuszek (Cracovia, 5 ottobre 2001) è un calciatore polacco, difensore o centrocampista dello Jagiellonia.

## Carriera
Inizia la carriera professionistica nel 2019, quando viene tesserato dal Pogoń Siedlce, club militante nella terza serie polacca; il 3 settembre 2020 viene ceduto al Górnik Zabrze, con cui firma un triennale con opzione biennale. Il 17 agosto 2023 passa in prestito con diritto di riscatto al GKS Tychy; dopo aver fatto ritorno al Górnik Zabrze, il 28 gennaio 2025 viene acquistato dallo Jagiellonia, con cui si lega fino al 2027.

## Statistiche

### Presenze e reti nei club
Statistiche aggiornate al 16 marzo 2025.
| Stagione             | Squadra              | Campionato           | Campionato | Campionato | Coppe nazionali | Coppe nazionali | Coppe nazionali | Coppe continentali | Coppe continentali | Coppe continentali | Altre coppe | Altre coppe | Altre coppe | Totale | Totale | Totale |
| Stagione             | Squadra              | Comp                 | Pres       | Reti       | Comp            | Pres            | Reti            | Comp               | Pres               | Reti               | Comp        | Pres        | Reti        | Pres   | Reti   |        |
| -------------------- | -------------------- | -------------------- | ---------- | ---------- | --------------- | --------------- | --------------- | ------------------ | ------------------ | ------------------ | ----------- | ----------- | ----------- | ------ | ------ | ------ |
| 2019-2020            | Pogoń Siedlce        | 2L                   | 14         | 1          | CP              | 0               | 0               | -                  | -                  | -                  | -           | -           | -           | 14     | 1      |        |
| sett. 2020-2021      | Górnik Zabrze        | EK                   | 14         | 0          | CP              | 1               | 0               | -                  | -                  | -                  | -           | -           | -           | 15     | 0      |        |
| 2021-2022            | Górnik Zabrze        | EK                   | 8          | 0          | CP              | 1               | 0               | -                  | -                  | -                  | -           | -           | -           | 9      | 0      |        |
| 2022-2023            | Górnik Zabrze        | EK                   | 18         | 0          | CP              | 2               | 0               | -                  | -                  | -                  | -           | -           | -           | 20     | 0      |        |
| lug.-ago. 2023       | Górnik Zabrze        | EK                   | 3          | 0          | CP              | 0               | 0               | -                  | -                  | -                  | -           | -           | -           | 3      | 0      |        |
| ago. 2023-2024       | GKS Tychy            | 1L                   | 29         | 0          | CP              | 2               | 0               | -                  | -                  | -                  | -           | -           | -           | 31     | 0      |        |
| 2024-2025            | Górnik Zabrze        | EK                   | 15         | 1          | CP              | 1               | 0               | -                  | -                  | -                  | -           | -           | -           | 16     | 1      |        |
| Totale Górnik Zabrze | Totale Górnik Zabrze | Totale Górnik Zabrze | 58         | 1          |                 | 5               | 0               |                    | -                  | -                  |             | -           | -           | 63     | 1      |        |
| gen.-giu. 2025       | Jagiellonia          | EK                   | 3          | 0          | CP              | 1               | 0               | UCL+UEL+UCoL       | 0+0+3              | 0                  | SP          | 0           | 0           | 7      | 0      |        |
| Totale carriera      | Totale carriera      | Totale carriera      | 104        | 2          |                 | 8               | 0               |                    | 3                  | 0                  |             | 0           | 0           | 115    | 2      |        |